# Phoebe Bacon

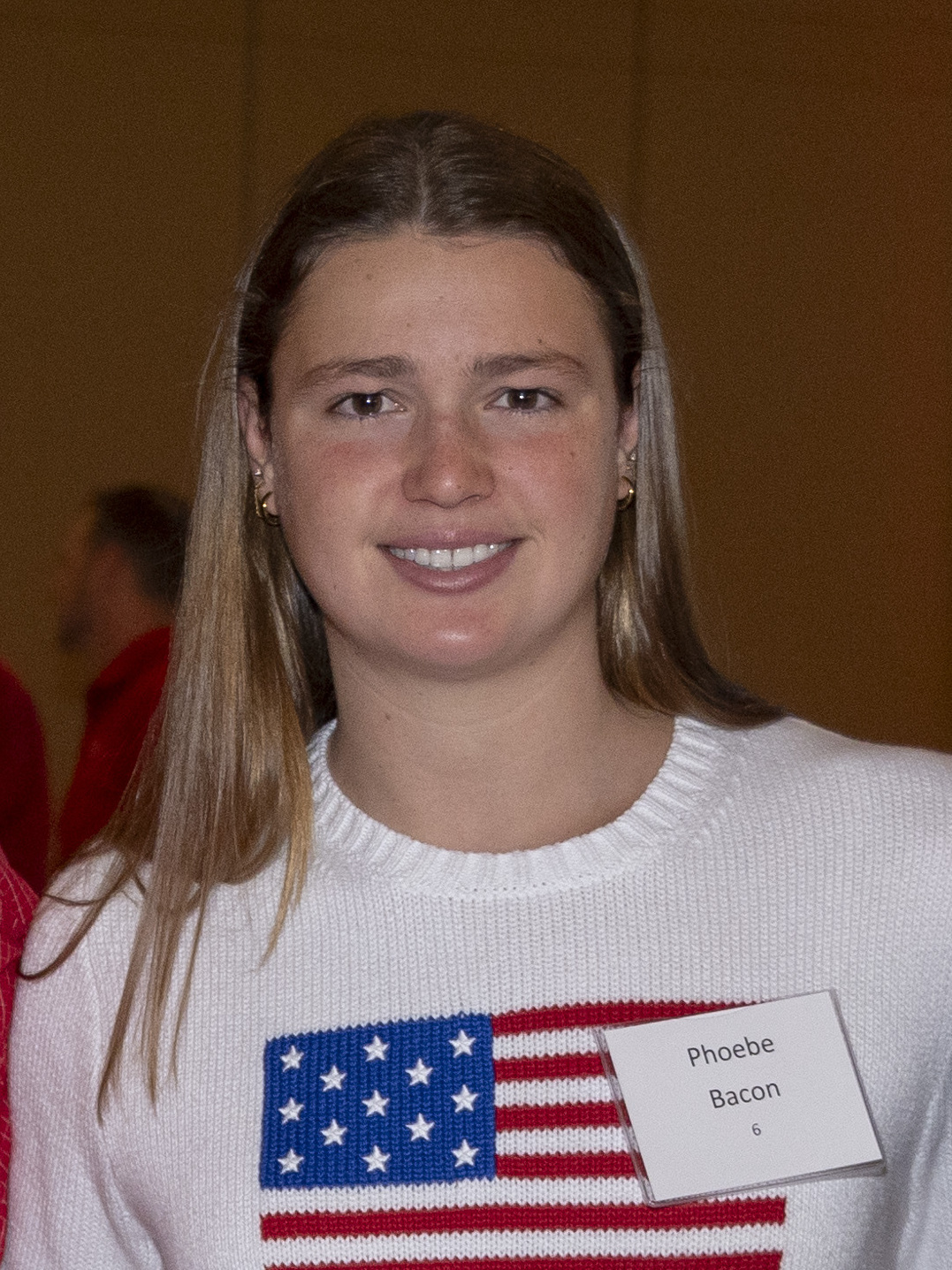
Phoebe Bacon (2024)

Phoebe Bacon (* 12. August 2002 in Washington, D.C.) ist eine Schwimmerin aus den Vereinigten Staaten. Sie gewann bis 2024 eine Silbermedaille bei Weltmeisterschaften. Bei Panamerikanischen Spielen erschwamm sie zwei Goldmedaillen.

## Sportliche Karriere
Phoebe Bacon besuchte die Stone Ridge School of the Sacred Heart in Maryland und studierte ab 2020 an der University of Wisconsin. 2021 und 2024 war sie Meisterin der National Collegiate Athletic Association über 200 Meter Rücken.
Bei den Panpazifischen Juniorenmeisterschaften gewann sie 2018 drei Goldmedaillen, sie siegte über 100 Meter Rücken, mit der Lagenstaffel und mit der Mixed-Lagenstaffel. Im Jahr darauf debütierte Phoebe Bacon im Nationalteam. Bei den Panamerikanischen Spielen 2019 in Lima erschwamm sie die Goldmedaille über 100 Meter Rücken mit fast einer Sekunde Vorsprung. Die 4-mal-100-Meter-Lagenstaffel mit Phoebe Bacon, Annie Lazor, Kendyl Stewart und Margo Geer hatte im Ziel über vier Sekunden Vorsprung vor den zweitplatzierten Kanadierinnen.
Bei den erst 2021 ausgetragenen Olympischen Spielen in Tokio erreichte Bacon das Finale über 200 Meter Rücken und belegte den fünften Platz mit 0,23 Sekunden Rückstand auf die Drittplatzierte. Im Jahr darauf bei den Weltmeisterschaften in Budapest siegte über 200 Meter Rücken die australische Olympiasiegerin Kaylee McKeown, Phoebe Bacon erkämpfte die Silbermedaille mit vier Hundertstelsekunden Rückstand und fast zwei Sekunden Vorsprung vor ihrer Landsfrau Rhyan White.
Danach konnte sich Bacon erst 2024 wieder für eine internationale Meisterschaft qualifizieren. Bei den Olympischen Spielen in Paris schwamm sie die schnellste Halbfinalzeit über 200 Meter Rücken. Im Endlauf siegte Kaylee McKeown vor Bacons Landsfrau Regan Smith und der Kanadierin Kylie Masse. Vier Hundertstelsekunden hinter der Kanadierin schlug Bacon als Vierte an.